# أوا (شعب)

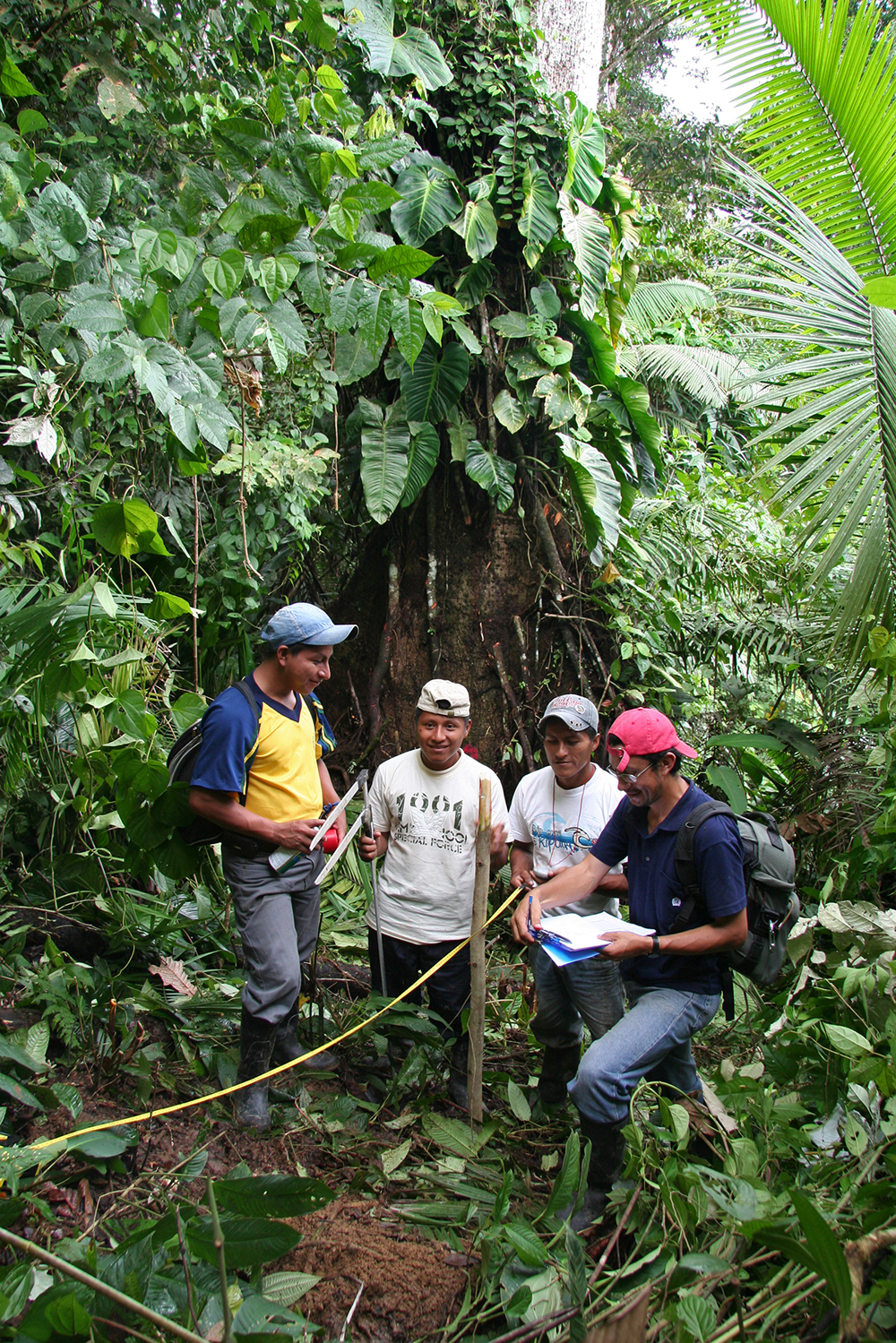

أوا ، أو غواجا ، هم سكان أصليون في البرازيل يعيشون في غابات الأمازون الشرقية المطيرة . هناك ما يقرب من 350 فرد، حوالي 100 منهم قاطعين الاتصال بالعالم الخارجي. وهم يعتبرون مهددين بشدة بسبب النزاعات مع شركات قطع الأشجار في مواطنهم. 
يتحدثون غوا، وهي لغة توبي غواراني. في الأصل يعيشون في المستوطنات، يعتمدون أسلوب حياة بدوية منذ حوالي عام 1800 مبتعدين من إستيطان الأوروبي. خلال القرن التاسع عشر، تعرضوا لهجمات متزايدة من قبل المستوطنين في المنطقة، الذين طردوهم من معظم الغابات التي فيها أراضيهم. يعتقد أن شعب الأوا هو آخر بقايا إمبراطورية الأزتك، والتي انتقلت جنوبًا بعد تدمير عاصمتهم.
منذ منتصف الثمانينيات، انتقل بعض الأوا إلى المستوطنات التي أقامتها الحكومة. ومع ذلك، فقد تمكنوا، في معظم الحالات، من الحفاظ على أسلوب حياتهم التقليدي في العيش خارج غاباتهم بالكامل في مجموعات بدوية مكونة من بضع عشرات من الأشخاص، مع تواصل قليل أو منعدم بالعالم الخارجي. 
في عام 1982 ، تلقت الحكومة البرازيلية قرضًا بقيمة 900 مليون دولار من البنك الدولي والاتحاد الأوروبي . كان أحد شروط القرض يخص أراضي بعض الشعوب الأصلية، بما في ذلك أوا، بترسيمها وحمايتها. كان ذلك مهمًا بشكل خاص بالنسبة للأوا لأن غاباتهم تعرضت للتخريب بشكل متزايد من قبل الشركات. كانت هناك حالات كثيرة لأفراد القبائل الذين قتلوا على أيدي المستوطنين، والغابات التي يعتمدون عليها في مآواهم و عيشهم يتم تدميرها بقطع الأشجار وتهيئة أراضيها للزراعة. 
من دون حماية خارجية حكومية أو دولية قد ينقرض شعب الأوا وتندثر ثقافتهم القديمة. 
ومع ذلك، فالحكومة البرازيلية بطيئة للغاية في التصرف بناء على التزامها. استغرق الأمر 20 عامًا من الضغوطات المستمرة من منظمات الحملات مثل منظمة البقاء الدولية و، في وقت سابق، سبقه برنامج الشعوب للغابات، أخيرا في مارس 2003 ، تم ترسيم أرض الاوا. 
وفي الوقت نفسه، أدى التعدي على أراضيهم و المجازر التي أرتكبت في حقهم سببا انخفاض أعدادهم إلى نحو 300، حيث حوالي 60 تقريبا منهم ما زالوا يعيشون حاة بدائية بطريقة حياة تقليدية. 
في أواخر عام 2011 ، أحرق سكان غير شرعيين فتاة حية من شعب الأوا عمرها 8 سنواة لما تجولت خارج قريتها.  وقع القتل داخل منطقة محمية في ولاية مارانهاو.  لويس كارلوس غواجاخاراس، قائد أحد شعوب الأمازون البدائية، قال إن الفتاة قُتلت كتحذير للشعوب الأصلية الأخرى التي تعيش في المنطقة المحمية. 
ووفقًا لمجلس السكان الأصليين التبشيري، قُتل حوالي 450 شخصًا من السكان الأصليين بين عامي 2003 و 2010.  كشف التحقيق أن معسكر الأوا المذكور قد تم تدميره بعد قطع أشجار الغابة المحيطة به. 
وفقًا لـمنظمة البقاء الدولية، وهي منظمة لحقوق الإنسان تقوم بحملات من أجل حقوق الشعوب القبلية الأصلية وتعتبرها «القبيلة الأكثر تهديداً على وجه الأرض» ، فإن غابات العو تختفي الآن بشكل أسرع من أي منطقة هندية أخرى في منطقة الأمازون البرازيلية. 
في أبريل 2012 ، أطلقت منظمة البقاء الدولية حملة عالمية، بدعم من الممثل Colin Firth ، لحماية شعب الأوا.  
في 2019 نشر منظمة البقاء الدولية فيديو تقول فيه أنه لأحد أفراد الأوا من دون إذن، حيث بررت ذلك أن هذه الصور تعد بمثابة محاولة لحماية هذا الشعب القبيلة من الإبادة و الانقراض

## روابط خارجية
- غواجا - المعهد الاجتماعي الاجتماعي
- الأوا: قبيلة الأرض الأكثر تهديداً - منظمة البقاء الدولية
- دوميني بوجليس